# Jüdischer Friedhof (Schweinheim)

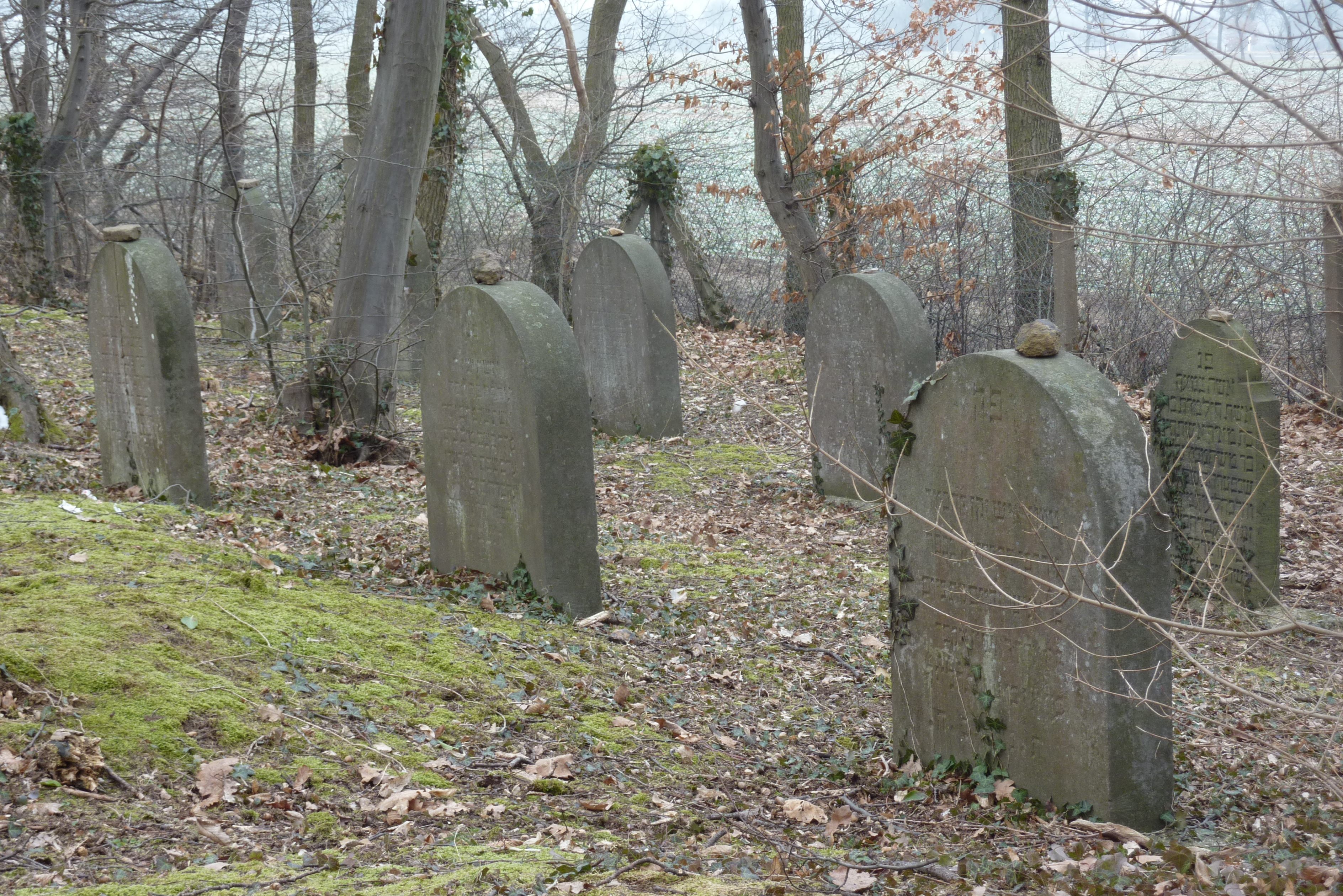
Jüdischer Friedhof in Schweinheim

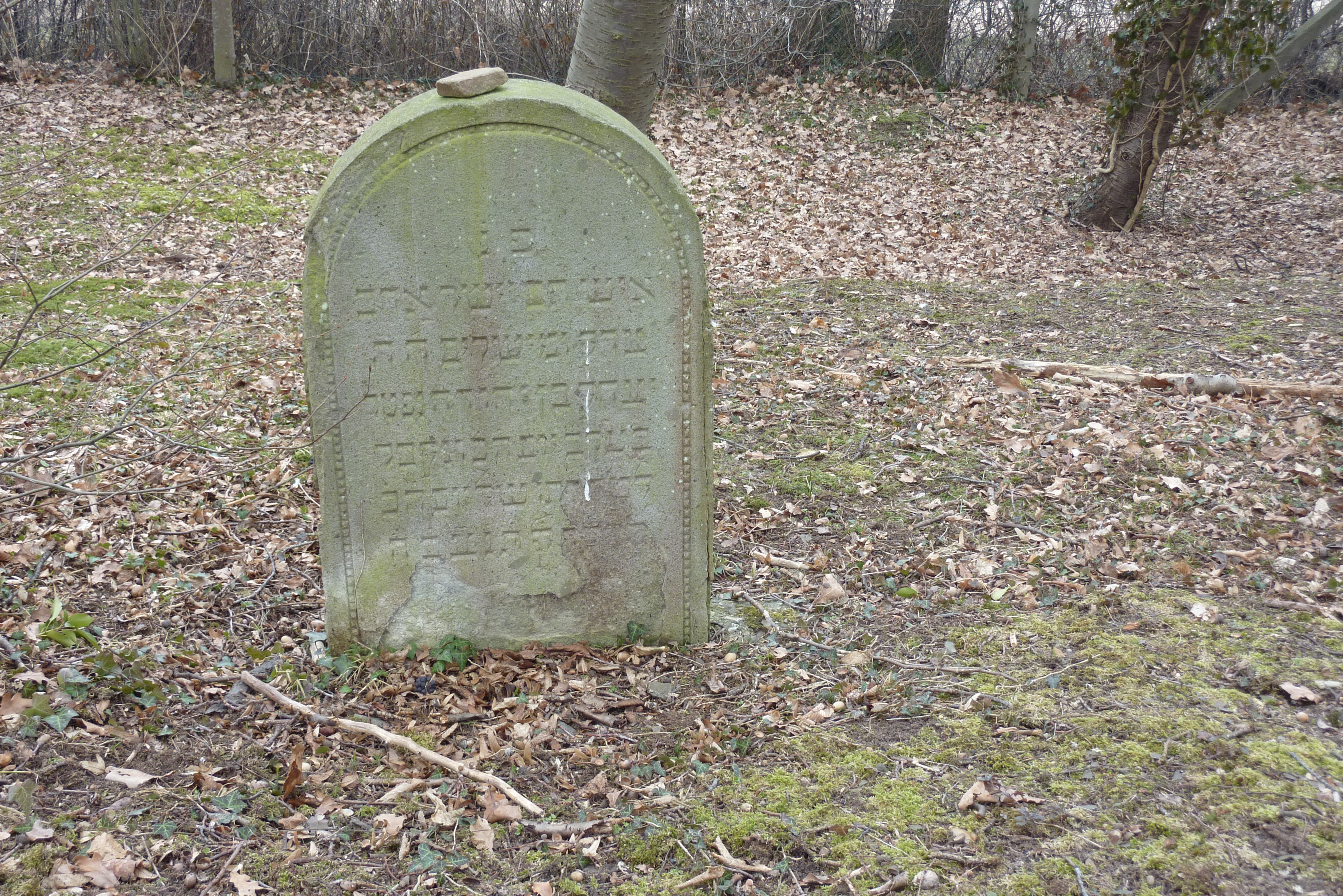
Grabstein auf dem jüdischen Friedhof in Schweinheim

Der Jüdische Friedhof Schweinheim ist ein jüdischer Friedhof in Schweinheim, einem Stadtteil von Euskirchen in Nordrhein-Westfalen. Er liegt vor dem Ortseingang, von Loch kommend, an der rechten Seite in einem kleinen Waldgebiet. Der Friedhof steht seit dem 26. Mai 1988 auf der Denkmalliste der Stadt Euskirchen.

## Geschichte
Der jüdische Friedhof in Schweinheim wurde Ende des 18. Jahrhunderts angelegt und ist 630 m² groß. Die erste Bestattung fand 1782 und die letzte 1911 statt. Nach dem im Jahr 1943 erfolgten Verkauf an einen Privatmann wurde der Friedhof 1952 restituiert. Heute sind noch 14 Grabsteine vorhanden.